# Опыт о человеческом разумении
«Опыт о человеческом разумении» (англ. An Essay concerning Human Understanding) — основное философское сочинение Джона Локка, излагающее систему его эмпирической эпистемологии.
Замысел сочинения возник у Локка в 1671 году, и около 20 лет велась работа над его написанием. Впервые «Опыт о человеческом разумении» был издан в 1690 году.

## Содержание
Сочинение состоит из четырёх частей. Первая книга посвящена доказательству того, что врождённых идей и принципов не существует. Описывая различного вида идеи (смутные и ясные, простые и сложные) во второй книге, Локк выстраивает теорию происхождения идей из чувственного опыта. В третьей книге, продолжая изложение своей теории познания, Локк пишет о роли языка и слов, которые представляют собой чувственные знаки идей. Четвёртая книга рассказывает о том, что представляет собой процесс познания и каковы границы познания, в ней рассматривается проблема истины и вопросы природы и оснований веры, или мнения, проблематизируются основания вероятного знания.
В сочинении также поднимаются вопросы этики и морали, ставятся различные философские вопросы, например, описывается задача Молинью.

## Критика
Ранним критиком сочинения явился англиканский священник Джон Норрис (en) (1657 – 1711), который опубликовал свои замечания в Christian Blessedness or Discourses upon the Beatitudes в 1690-м году.